# ルイ・ド・ケ＝デルヴロワ
ルイ・ド・ケ＝デルヴロワ（Louis de Caix d'Hervelois, 1680年ごろ アミアン - 1759年10月18日 パリ）は、フランス盛期バロック音楽の作曲家、ヴィオール奏者。バス・ド・ヴィオールやパルドゥシュ・ド・ヴィオールのための作品を中心に作品が出版されている。その他の作品もたいていはヴィオール作品からの編曲である。同時期に多くの名ヴィオール奏者を輩出したリヨン出身のケ（Caix）一族とは血のつながりはない。
ケ＝デルヴロワの響きの美しい優美な楽曲は、フランス音楽の舞踏組曲における性格的小品の伝統に固く根を下ろしている。ヴィオールのための作品の中でも最も独創的な作品の一つであり、見かけの単純さは、フランスのヴィオール演奏の伝統的な習慣に従って演奏されたときに、深みを増す。音楽学者のフィリップ・ボーサンは、ケ＝デルヴロワの作品と、それが無名であることについて次のように述べている。
ケ＝デルヴロワという名は、今まさに消えかかろうとしている「フランスのヴィオール」という名の人物の、ある種の偽名の仮面ではないかと思われよう。